# Armada - Sfida al confine del mare
Armada - Sfida al confine del mare (Michiel de Ruyter) è un film olandese del 2015  diretto da Roel Reiné. Ambientato del XVIII secolo riguardante la figura dell'ammiraglio olandese Michiel de Ruyter e gli eventi delle Guerre anglo-olandesi. La premiere del film è avvenuta ad Amsterdam il 26 gennaio 2015.

## Trama
Nel Secolo d'oro, i Paesi Bassi erano molto prosperi e un'importante potenza marittima. Dopo la morte dell'ammiraglio Maarten Tromp (1653), Michiel de Ruyter viene nominato suo successore. De Ruyter ottenne grandi successi come ammiraglio della flotta da guerra della Repubblica delle Sette Province Unite e riuscì a sconfiggere gli inglesi con la sua nave ammiraglia, la Zeven Provinciën (Sette Province). Nel 1667 coordinò il raid sul Medway, dove venne catturata l'ammiraglia inglese HMS Royal Charles (il suo stemma come trofeo è ancora oggi in mostra al Rijksmuseum di Amsterdam). 
Tuttavia, nella Repubblica era scoppiata una lotta di potere interna tra i repubblicani, guidati dal Gran Pensionario Johan de Witt, e gli orangisti, che volevano ripristinare lo statolder e mettere sul trono il principe Guglielmo III d'Orange. Quando i fratelli Johan de Witt e Cornelis de Witt furono assassinato nel 1672 e Guglielmo III fu insediato come statolder. De Ruyter fu incaricato di una missione impossibile e fu ucciso nel 1676 durante la battaglia d'Agosta presso Siracusa.

## Produzione
Il film è stato diretto da Roel Reiné e prodotto da Klaas de Jong. Il budget è stato di 8 milioni di euro. Tra le location del film ci sono la Zelanda, Texel, il mare dei Wadden e la Ridderzaal.

## Accoglienza
Prima della sua uscita, diversi gruppi di protesta avevano accusato il film di glorificare la storia coloniale dei Paesi Bassi, sebbene nel film i riferimenti al colonialismo siano quasi assenti. Il lungometraggio fa un riferimento minore alla Compagnia olandese delle Indie orientali, che contribuì notevolmente al benessere di un piccolo gruppo di ricchi mercanti nel XVII secolo nei Paesi Bassi. 
I temi principali del film, a parte la biografia dello stesso Ruyter, sono la politica interna del paese e l'oligarchia che formava la classe dirigente all'epoca, incluso il brutale assassinio dei de Witt e il complicato rapporto con l'Inghilterra di Carlo II, fino al fidanzamento di Guglielmo III d'Orange con la principessa inglese Maria II d'Inghilterra.

## Analisi

### Riferimenti

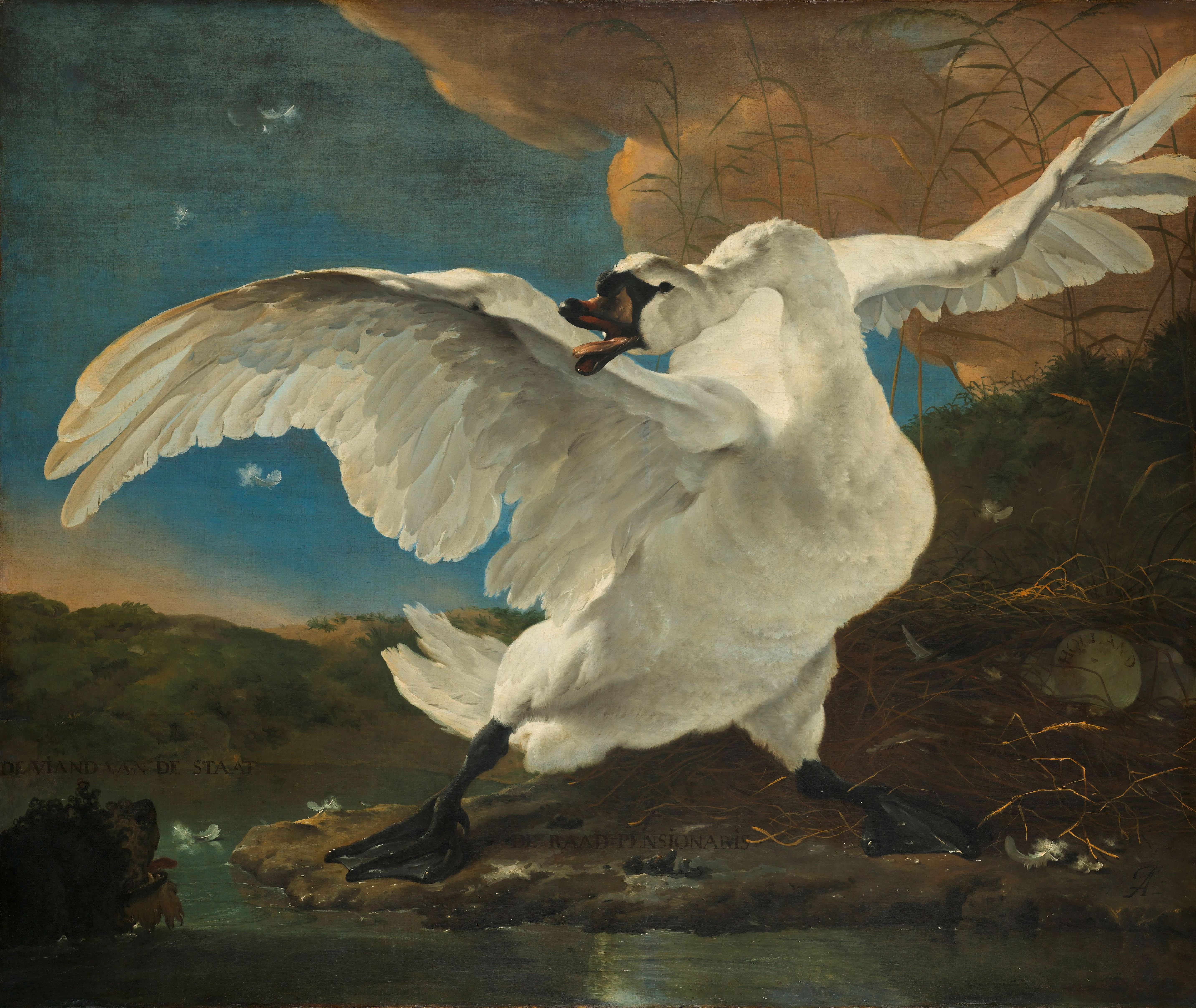
"Il cigno minacciato" di Jan Asselijn è un'allegoria di Johan De Witt che protegge il suo paese dai nemici.

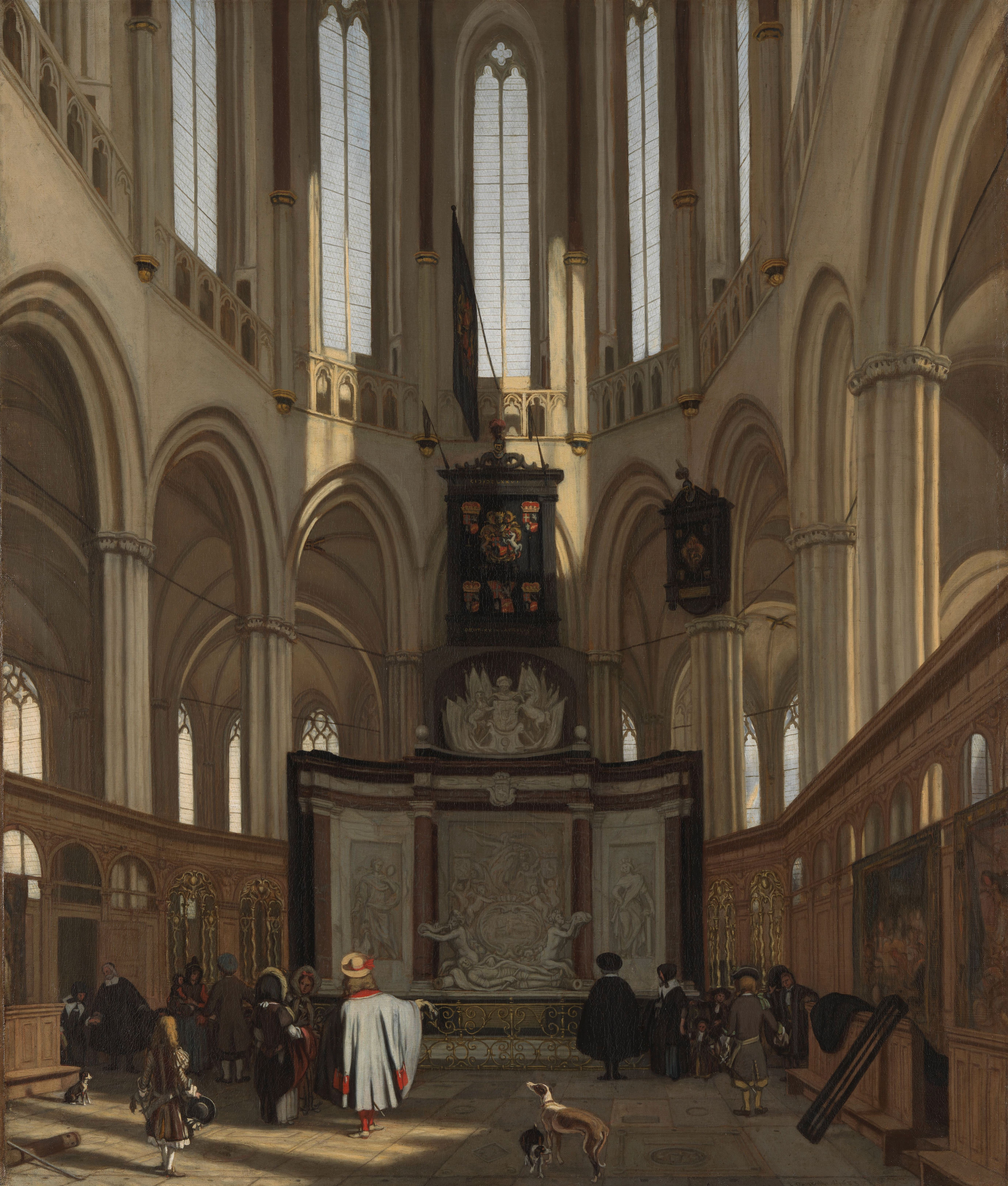
Disegno commissionato dai famigliari di De Ruyter del suo mausoleo nella Nieuwe Kerk di Amsterdam.

- Il personaggio di Klaartje è basato sul dipinto la Lattaia di Johannes Vermeer.
- Nel film si vede più volte un cigno. Nell'ufficio di Johan de Witt è esposto il dipinto Il cigno minacciato di Jan Asselijn. Durante un banchetto si vede un cigno che viene preparato e poi trafigge con un coltello. Si può udire anche il canto del cigno più volte. L'idea del regista era di simboleggiare la caduta dei fratelli De Witt attraverso un cigno.

### Inesattezze storiche
- Nel film, De Ruyter muore quasi subito a causa delle ferite riportate. In realtà morì una settimana dopo a causa di un'infezione alla gamba colpita.
- Nel film, Guglielmo III d'Orange ordina a Bentinck di dare a De Ruyter la tomba più bella che possono offrire. In realtà, la famiglia De Ruyter finanziò tutto da sola.
- Nel film Willem Joseph van Ghent era presente al funerale. In realtà era già morto in una battaglia navale quattro anni prima.
- Durante la scena del funerale, è visibile un balcone di fronte al Municipio di Amsterdam, oggi Palazzo Reale in Piazza Dam. Nel XVII secolo quel balcone non c'era. Fu collocata solo molto più tardi, all'inizio del XIX secolo, su richiesta del re Luigi Napoleone. Durante il periodo dei reggenti, la Casa d'Orange non governò Amsterdam, poiché il paese era una Repubblica.
- Il film contiene musiche di Johann Sebastian Bach eseguite all'organo e al clavicembalo, fatto storicamente impossibile, poiché Bach nacque solo nel 1685.